# برلین، دوستت دارم
برلین، دوستت دارم (انگلیسی: Berlin, I Love You) یک فیلم آنتولوژی رمانتیک به کارگردانی دنیس گانزل، آی وی‌وی، دنی لوی، تیل شوایگر، مسی تاجدین، دیانا ایگران، جوزف روسناک و پیتر چلسوم است که در سال ۲۰۱۹ منتشر شد. این فیلم محصول مشترک آلمان و آمریکا است و به عنوان قسمتی از مجموعه شهرهای عشق ساخته شده توسط امانوئل بنبیهی عمل می‌کند.

## بازیگران
- کیرا نایتلی
- میکی رورک
- هلن میرن
- لوک ویلسون
- جیم استرجس
- جینا دوان
- هیدن پنیتیر
- امیلی بیچام
- دیانا ایگران
- رافائل کوهن
- ورونیکا فرس
- دیه‌گو لونا
- ایوان ریان
- شارلوت لوبون
- سیبل ککیلی
- نولان جرارد فانک
- یولیا دیتسه
- زیلوستر گروت
- روبرت اشتادلوبر
- هانلوره السنر
- نیکولای کینسکی